# Nippononeta ogatai
Nippononeta ogatai là một loài nhện trong họ Linyphiidae.
Loài này thuộc chi Nippononeta. Nippononeta ogatai được Hirotsugu Ono & Kendo Saito miêu tả năm 2001.